# 布鲁瓦莱卢和韦尔方丹
布鲁瓦莱卢和韦尔方丹（法語：Broye-les-Loups-et-Verfontaine，法語發音：[bʁwa le lu e vɛʁfɔ̃tɛn]）是法国上索恩省的一个市镇，属于沃苏勒区。该市镇于1806年由原市镇布鲁瓦莱卢（Broye-les-Loups）和韦尔方丹（Verfontaine）合并而成。

## 地名
“方丹”（fontaine）意为“泉”。法语地名通名在“枫丹白露”（Fontainebleau）等少数拥有传统译名的地名中译作“枫丹”，不过在《世界地名翻译大辞典》、《世界地名译名词典》和《法国地图册》等主流地名译名类书籍资料中多译作“方丹”。

## 地理
布鲁瓦莱卢和韦尔方丹（47°27'51"N, 5°25'27"E）面积7 平方千米，位于法国勃艮第-弗朗什-孔泰大區上索恩省，该省份为法国东部内陆省份，北起顺时针与孚日省、贝尔福地区省、杜省、汝拉省、科多尔省和上马恩省接壤。
与布鲁瓦莱卢和韦尔方丹接壤的市镇（或旧市镇、城区）包括：万雅讷河畔圣塞纳、万雅讷河畔香槟、勒内沃、阿特里库尔、欧特雷莱格雷、勒耶。
布鲁瓦莱卢和韦尔方丹的时区为UTC+01:00、UTC+02:00（夏令时）。

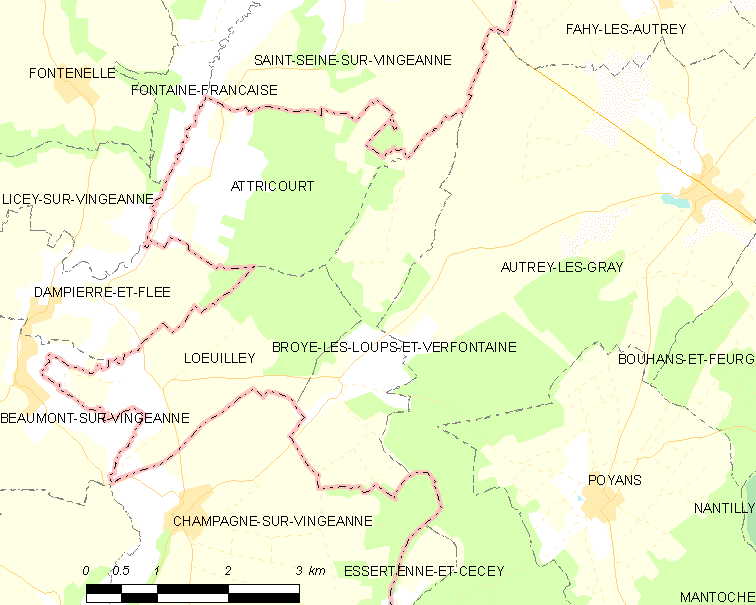
布鲁瓦莱卢和韦尔方丹的OSM定位图

## 行政
布鲁瓦莱卢和韦尔方丹的邮政编码为70100，INSEE市镇编码为70100。

## 政治
布鲁瓦莱卢和韦尔方丹所属的省级选区为萨隆河畔当皮埃尔县。

## 人口

1962-2008年间布鲁瓦莱卢和韦尔方丹人口变化图示

布鲁瓦莱卢和韦尔方丹于2022年1月1日时的人口数量为115人。